# Campionati del mondo Ironman del 1994
I Campionati del mondo Ironman del 1994 hanno visto trionfare tra gli uomini l'australiano Greg Welch, davanti agli statunitensi Dave Scott e Jeff Devlin. È la prima volta che un atleta non statunitense vince la competizione.
Tra le donne si è laureata campionessa del mondo per la settima volta, la statunitense Paula Newby-Fraser.

## Ironman Hawaii - Classifica

### Uomini
| Pos. | Tempo   | Nome            | Paese       | Ripartizione tempi | Ripartizione tempi | Ripartizione tempi | Ripartizione tempi | Ripartizione tempi |
| Pos. | Tempo   | Nome            | Paese       | Nuoto              | T1                 | Bici               | T2                 | Corsa              |
| ---- | ------- | --------------- | ----------- | ------------------ | ------------------ | ------------------ | ------------------ | ------------------ |
|      | 8:20:27 | Greg Welch      | Australia   | 0:50:22            | 0:00               | 4:41:07            | 0:00               | 2:48:58            |
|      | 8:24:32 | Dave Scott      | Stati Uniti | 0:51:48            | 0:00               | 4:39:16            | 0:00               | 2:53:28            |
|      | 8:31:56 | Jeff Devlin     | Stati Uniti | 0:58:49            | 0:00               | 4:34:06            | 0:00               | 2:59:01            |
| 4    | 8:34:00 | Jürgen Zäck     | Germania    | 0:54:15            | 0:00               | 4:35:32            | 0:00               | 3:04:13            |
| 5    | 8:34:32 | Olaf Sabatschus | Germania    | 0:59:13            | 0:00               | 4:42:06            | 0:00               | 2:53:23            |
| 6    | 8:39:26 | Lothar Leder    | Germania    | 0:54:20            | 0:00               | 4:45:47            | 0:00               | 2:59:19            |
| 7    | 8:39:59 | Frank Heldoorn  | Paesi Bassi | 0:54:13            | 0:00               | 4:42:53            | 0:00               | 3:02:53            |
| 8    | 8:40:54 | Jean Moureau    | Belgio      | 0:54:12            | 0:00               | 4:42:23            | 0:00               | 3:04:19            |
| 9    | 8:41:43 | Ken Glah        | Stati Uniti | 0:51:48            | 0:00               | 4:37:42            | 0:00               | 3:12:13            |
| 10   | 8:47:27 | Miyazuka Hideya | Giappone    | 0:58:32            | 0:00               | 4:47:23            | 0:00               | 3:01:32            |

### Donne
| Pos. | Tempo    | Nome               | Paese       | Ripartizione tempi | Ripartizione tempi | Ripartizione tempi | Ripartizione tempi | Ripartizione tempi |
| Pos. | Tempo    | Nome               | Paese       | Nuoto              | T1                 | Bici               | T2                 | Corsa              |
| ---- | -------- | ------------------ | ----------- | ------------------ | ------------------ | ------------------ | ------------------ | ------------------ |
|      | 9:20:14  | Paula Newby-Fraser | Stati Uniti | 0:54:19            | 0:00               | 5:02:25            | 0:00               | 3:23:30            |
|      | 9:28:08  | Karen Smyers       | Stati Uniti | 0:58:22            | 0:00               | 5:10:55            | 0:00               | 3:18:51            |
|      | 9:43:30  | Fernanda Keller    | Brasile     | 1:05:05            | 0:00               | 5:15:39            | 0:00               | 3:22:46            |
| 4    | 9:46:02  | Wendy Ingraham     | Stati Uniti | 0:54:13            | 0:00               | 5:14:55            | 0:00               | 3:36:54            |
| 5    | 9:53:39  | Donna Peters       | Stati Uniti | 0:58:40            | 0:00               | 5:22:33            | 0:00               | 3:32:26            |
| 6    | 9:54:29  | Ute Mueckel        | Germania    | 0:51:42            | 0:00               | 5:23:12            | 0:00               | 3:39:35            |
| 7    | 9:54:41  | Julie Ann White    | Stati Uniti | 1:02:59            | 0:00               | 5:27:39            | 0:00               | 3:24:03            |
| 8    | 9:56:34  | Sabine Westhoff    | Germania    | 0:54:09            | 0:00               | 5:21:56            | 0:00               | 3:40:29            |
| 9    | 9:57:27  | Ines Estedt        | Germania    | 1:06:04            | 0:00               | 5:28:54            | 0:00               | 3:22:29            |
| 10   | 10:02:31 | Angela Milne       | Australia   | 1:01:25            | 0:00               | 5:25:39            | 0:00               | 3:35:27            |

## Ironman - Risultati della serie

### Uomini
| Evento    | Oro         | Tempo   | Argento      | Tempo   | Bronzo       | Tempo   |
| Australia | Pauli Kiuru | 8:21:13 | Bruce Thomas | 8:29:38 | Peter Kropko | 8:34:50 |

### Donne
| Evento    | Oro           | Tempo   | Argento          | Tempo   | Bronzo        | Tempo   |
| Australia | Sharlene Ryan | 9:24:16 | Lynne McAllister | 9:29:37 | Paula Johnson | 9:36:01 |

## Calendario competizioni
| Progr. | Data           | Evento            | Sede                                   | Nazione   |
| ------ | -------------- | ----------------- | -------------------------------------- | --------- |
| 1      | 14 aprile 1994 | Ironman Australia | Forster/Tuncurry, Nuovo Galles del Sud | Australia |